# Батурин, Пафнутий Сергеевич
Пафнутий Сергеевич Батурин (около 1740—1803) — российский офицер, чиновник, мыслитель, писатель, автор работы «Исследование книги о заблуждениях и истине» и автобиографических записок.

## Биография
Происходил из старинного обедневшего дворянского рода. В 1754 был зачислен в лейб-гвардии Конный полк и через некоторое время был произведён в вахмистры.
В 1759 году отправился армейским поручиком на Семилетнюю войну, в одном из сражений был взят в плен, в котором провёл семь месяцев.
Вышел в отставку в 1763 году в чине капитана, совершил путешествие по Европе.
В 1770 году во время русско-турецкой войны вновь вступил в армию, при штурме Браилова был ранен, затем переведён в корпус войск под командованием генерал-майора М. Н. Кречетникова.
В 1782 году в чине подполковника ушёл в отставку. В 1783 году по предложению М. Н. Кречетникова, ставшего калужским и тульским наместником, Батурин стал советником Палаты гражданского суда в Калуге.
В 1788 году Кречетников перебрался в Тулу, и Батурин стал советником Тульского губернского правления.
В конце 1790 года, после назначения Кречетникова генерал-губернатором Малороссии, Батурин стал директором Киевской экономии, а в 1793 году он стал председателем уголовного суда Изяславского наместничества. Затем Батурин служил в Воронеже и Минске, где и умер в чине статского советника.

## Творчество
Батурин был автором драматических произведений, переводов и басен. Его комедия «Игроки» основана на его собственных жизненных наблюдениях. Вторая пьеса Батурина — «Бездушник», «комедия характерная в пяти действиях».
В 1783 году в журнале «Собеседник любителей российского слова» была напечатана статья Батурина «Сумнительные предложения господам издателям Собеседника от одного невежды, пылающего приобресть просвещение», где подвергались критике ряд напечатанных в этом журнале статей, а также стиль оды Г. Р. Державина «Фелица».
В 1785-86 годах в калужской типографии Батурин анонимно напечатал свои переводы: «Колумб в Америке» (1786) — сокращенный перевод поэмы А.-М. Дю Бокажа «Колумбиада, или Вера, принесенная в Новый свет» и «Краткое повествование о аравлянах» — перевод с немецкого.
В 1785 году он издал книгу «Собрание разных нравоучительных повествований и басен», куда поместил басни собственного сочинения.
В 1790 в Туле Батурин издал трактат «Исследование книги „О заблуждениях и истине“», направленный против изданной в русском переводе книги философа-мистика Л.-К. Сен-Мартена «О заблуждениях и истине…» (1785).
В конце своей жизни Батурин написал мемуары «Жизнь и похождения Г.С.С.Б. Повесть справедливая, писанная им самим» (части 1—2 не сохранились, часть 3 охватывает 1780—1798 годы). Незадолго до Первой мировой войны эту рукопись случайно обнаружил в лавке букиниста в Киеве Степан Яремич. Вскоре она привлекла внимание Бориса Модзалевского, который в 1918 году опубликовал её в журнале «Голос минувшего».